# Zolka (fiume)
La Zolka (in russo Золка?) è un fiume della Russia europea meridionale; è un affluente di destra della Kuma. Scorre nella Cabardino-Balcaria e nel Territorio di Stavropol'.
Ha origine ai piedi settentrionali della catena montuosa Džinal'skij in Cabardino-Balcaria. Il corso medio e inferiore del fiume si trova nel territorio di Stavropol. Scorre prevalentemente in direzione nord-orientale e sfocia nella Kuma a 508 km dalla foce a un'altitudine di 180 m sul livello del mare. Ha una lunghezza di 105 km, il suo bacino è di 945 km².